# Tessie Savelkouls
Tessie Savelkouls (ur. 11 marca 1992) – holenderska judoczka. Olimpijka z Rio de Janeiro 2016, gdzie zajęła siódme miejsce w wadze ciężkiej.
Piąta na mistrzostwach świata w 2017; uczestniczka zawodów w 2015 i 2019. Startowała w Pucharze Świata w latach 2012−2015 i 2019. Brązowa medalistka mistrzostw Europy w 2018 roku.

## Letnie Igrzyska Olimpijskie 2016
| Konkurencja | Rundy eliminacyjne       | Rundy eliminacyjne   | Repasaże              | Klas. końcowa |
| Konkurencja | Przeciwnik I             | Przeciwnik II        | Przeciwnik I          | Miejsce       |
| ----------- | ------------------------ | -------------------- | --------------------- | ------------- |
| +78 kg      | Svitlana Iaromka (UKR) Z | Kanae Yamabe (JPN) P | Kim Min-jeong (KOR) P | 7.            |